# Markus Wittner
Markus Wittner (* 2. März 1973 in Kufstein) ist ein ehemaliger österreichischer Freestyle-Skier. Er war auf die Disziplin Skicross spezialisiert.

## Biografie
Sein Debüt im Freestyle-Weltcup hatte Wittner am 30. November 2002. Beim ersten Skicross-Weltcuprennen der Geschichte belegte er den dritten Platz hinter Tomáš Kraus und Isidor Grüner. Ein weiterer dritter Platz folgte im Jänner 2003 in Laax, so dass er in der Disziplinenwertung schließlich den dritten Platz belegte. 2004 und 2005 erzielte er mehrere Top-10-Platzierungen, verpasste aber jeweils das Podest. Im Winter 2005/06 wurde Wittner im Weltcup zweimal Dritter.
Nachdem er 2007 aufgrund einer Knieverletzung pausieren musste, kehrte Wittner 2008 in den Weltcup zurück. Am 10. Jänner 2009 gelang ihm zum letzten Mal eine Podestplatzierung. 2010 konnte sich Wittner für die Olympischen Winterspiele qualifizieren, beim olympischen Rennen in Cypress Mountain fuhr er auf Platz 15. Am 28. März 2010 beendete Wittner in Kreischberg seine Karriere mit dem Sieg bei den österreichischen Meisterschaften.
Wittner betreibt in seinem Wohnort Söll ein Fitness- und Massagestudio. Darüber hinaus ist er als Trainer der österreichischen Skicross-Nationalmannschaft tätig.

## Erfolge

### Olympische Spiele
- Vancouver 2010: 15. Skicross

### Weltmeisterschaften
- Ruka 2005: 21. Skicross
- Inawashiro 2009: 9. Skicross

### Weltcup
- Saison 2002/03: 3. Skicross-Weltcup
- Saison 2005/06: 7. Skicross-Weltcup
- 13 Platzierungen unter den besten zehn, davon 5 Podestplätze

### Weitere Erfolge
- Österreichischer Meister 2010